# Milzbrand-Unfall in Swerdlowsk
Der Milzbrand-Unfall in Swerdlowsk ereignete sich 1979 in der sowjetischen Stadt Swerdlowsk, heute Jekaterinburg. Im Rüstungsbetrieb Swerdlowsk-19, der dem Netzwerk von Biopreparat angehörte, wurden biologische Waffen hergestellt. Wegen eines Fehlers beim Unterhalt der Luftfilter gelangten am 2. April 1979 Milzbrand-Sporen in die Umgebung. Die Anzahl der Todesopfer ist nicht genau bekannt. Namentlich sind 64 Opfer bekannt, die Anzahl lag aber wahrscheinlich höher. Die Ursache des Unfalls wurde von der Sowjetunion jahrelang geleugnet und der Verzehr von verseuchtem Fleisch aus der Umgebung für diesen Ausbruch von Milzbrand verantwortlich gemacht.

## Hintergrund
Die geschlossene Stadt Swerdlowsk war seit dem Zweiten Weltkrieg ein wichtiges Produktionszentrum des militärisch-industriellen Komplexes der Sowjetunion. Dort wurden Panzer, Atomraketen und andere Waffen produziert. In der Nähe gab es 1957 den Kyschtym-Unfall, bei dem ein militärischer Atommülltank explodierte, was zur Verstrahlung einer Fläche von 1000 Quadratkilometern führte. Die Biowaffenfabrik von Swerdlowsk wurde nach Ende des Zweiten Weltkriegs basierend auf Unterlagen aus dem japanischen Biowaffenprogramm errichtet, die bei der Eroberung der Mandschurei erbeutet worden waren.
Der Bakterienstamm von Milzbrand, der produziert wurde, war der gefährlichste im sowjetischen Arsenal („Anthrax 836“). Dieser wurde infolge eines früheren Milzbrand-Unfalls in Kirow im Jahr 1953 isoliert. Ein Leck in einer bakteriologischen Einrichtung verseuchte dort die städtische Kanalisation. 1956 fand der Biologe Wladimir Sisow bei Nagetieren in dieser Gegend einen besonders ansteckenden Stamm von Milzbrand. Es war geplant, diesen Bakterienstamm für die Bewaffnung von SS-18 Interkontinentalraketen zu verwenden, die unter anderem auf amerikanische Städte zielten.

## Der Unfall
Die produzierte Milzbrandkultur musste getrocknet werden, um ein feines Pulver zu erhalten, welches als Aerosol verwendet werden konnte. Große Filter in den Abluftanlagen waren die einzigen Barrieren zwischen dem Milzbrandstaub und der Umwelt. Am letzten Freitag des März 1979 entfernte ein Techniker einen verstopften Filter, während die Trocknungsmaschinen zeitweise abgeschaltet waren. Er hinterließ eine schriftliche Nachricht, vermerkte dies aber nicht im Betriebsbuch und am Montag wurden die Maschinen irrtümlich wieder eingeschaltet. Die Verantwortlichen für das Gesundheitswesen der Stadt wurden nicht sofort informiert.
Einige Arbeiter eines nahe gelegenen Keramikwerks erkrankten. Fast alle Erkrankten starben innerhalb einer Woche.
Nach Angaben des früheren stellvertretenden Leiters von Biopreparat, Ken Alibek, starben in Folge des Unfalls 105 Personen. Die genaue Anzahl ist jedoch unklar, weil der KGB die Krankenakten und andere Beweise vernichten ließ. Die Ärzte Lew Grinberg und Faina Abramowa, die am Krankenhaus Nr. 40 in Swerdlowsk Autopsien an allen Opfern durchführten, hielten Aufzeichnungen und Gewebeproben unter Verschluss und stellten sie nach dem Ende der Sowjetunion den Untersuchungen von Harvard-Professor Matthew Meselson zur Verfügung. Sie konnten eine Liste des KGB mit den Namen von 64 Toten sicherstellen. In einem 2006 in Russland veröffentlichten Bericht heißt es: „Nach den offiziellen Angaben waren 95 Menschen infiziert, 68 (71,5 Prozent) starben, [aber] tatsächlich war die Zahl der Toten und Infizierten höher.“
Die einzige offizielle Stellungnahme, dass es sich bei dem Milzbrandausbruch um einen militärischen Unfall handelte, stammt von Boris Jelzin. In einem Zeitungsinterview mit der Komsomolskaja Prawda am 27. Mai 1992 erwähnte er, dass das Militär der Grund für den Ausbruch gewesen sei.

## Die Untersuchung
In den 1980er-Jahren gab es Debatten darüber, ob der Ausbruch von Milzbrand natürliche Ursachen gehabt hatte oder ob der Grund ein Unfall gewesen war. Für den Fall eines Unfalls gab es die Diskussion, ob dieser den Bruch der Biowaffenkonvention von 1971 bedeuten würde. In den Jahren unmittelbar nach der Auflösung der Sowjetunion wurden einige kleinere Untersuchungen durch russische Wissenschaftler gestartet, welche zu einer Neubehandlung des Unfalls durch die Presse führten.
Auch eine Gruppe westlicher Journalisten unter Leitung von Harvard-Professor Matthew Meselson erlangte 1992 Zugang zu der Region. Man fand heraus, dass alle Opfer zu dem Zeitpunkt, als die Sporen als Aerosol freigesetzt wurden, in Windrichtung gelebt hatten. Der Viehbestand in der Gegend war ebenfalls betroffen. Hätte der Wind zu dieser Zeit in Richtung der Stadt geweht, hätten sich die Krankheitserreger auf hunderttausende Menschen verteilt. Die Fabrik blieb für Untersuchungen verschlossen.

## Nachspiel
Die geheimen Aktivitäten wurden in den Untergrund verlagert und neue Labore zur Arbeit an hochansteckenden Krankheitserregern wurden eingerichtet. Berichten zufolge wird dort gegenwärtig an H4-Stämmen von Bacillus anthracis gearbeitet. Dessen Pathogenität und Resistenz gegen Antibiotika wurde durch Gentechnik dramatisch gesteigert.